# تودا (قبائل)

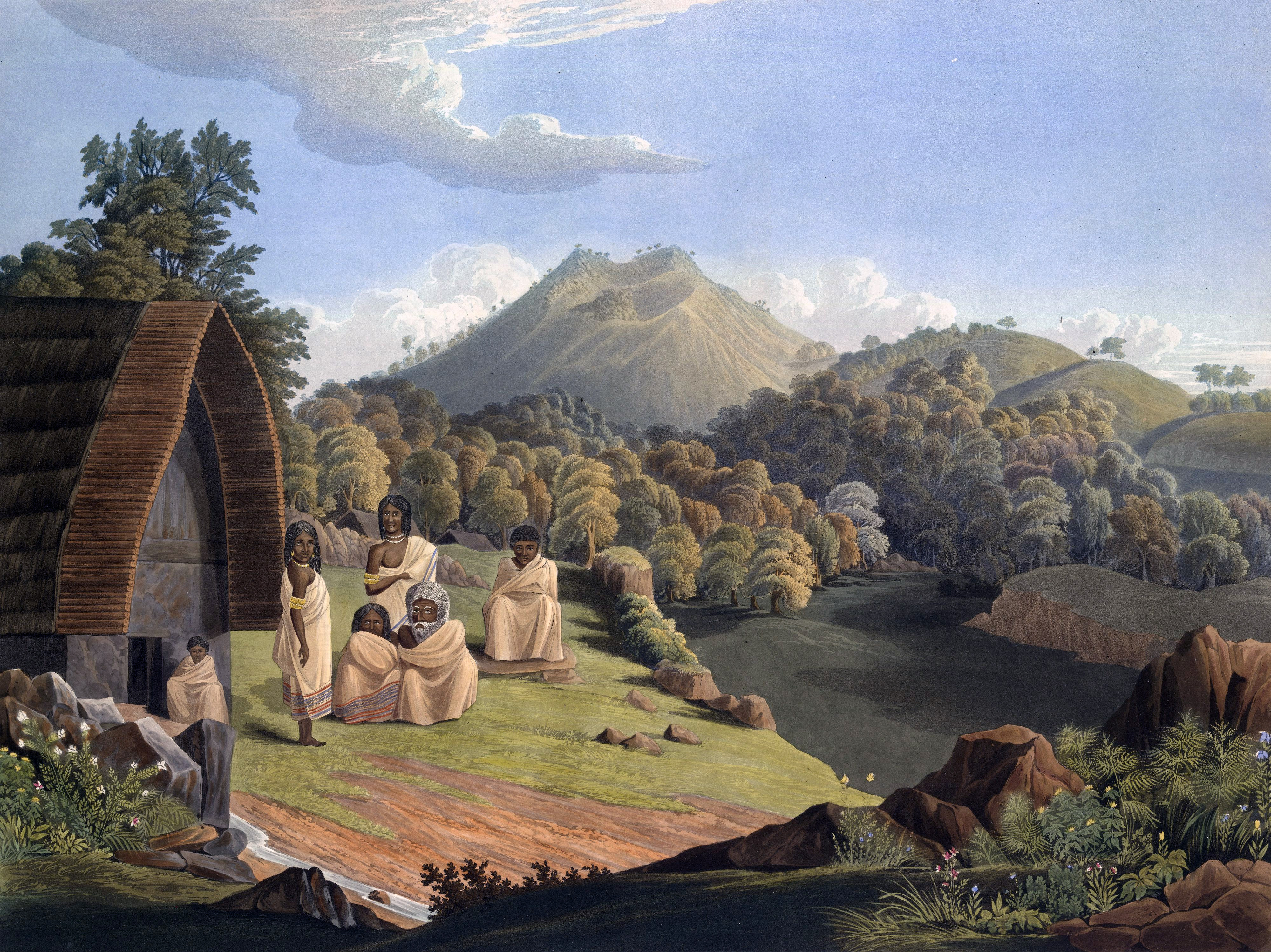
قبيلة التودا صورة ليرتشاد بارون 1837

قبائل التوداهي قبيلة صغيرة رعوية يعيشون في الأماكن المعزولة على هضبة نيلجري في جنوب الهند . قبل أواخر القرن الثامن عشر، تعايشت تودا محلياً مع الطوائف الأخرى، بما في ذلك باداجا وكوتا كاروبا، فيما يشبة الطائفة الجماعة التي كانت فيها قبائل التودا الأعلى مرتبة. وقد تأرجحت الاحصائيات عن السكان تودا في حدود 700 إلى 900 خلال القرن الماضي. وعلى الرغم من أنه جزءاً ضئيلا من حجم السكان في الهند، اجتذبت تودا (منذ أواخر القرن الثامن عشر)، «قدراً أكثر من الاهتمام بسبب الاهتما بدراسة علم الأعراق البشرية حيث كانت القبيلة مغايرة إلى جيرانهم في المظهر، والعادات والتقاليد». لذلك كثر الاهتمام بدراسة ثقافتهم من علماء الأنثروبولوجيا وعلماء اللغة .
تعيش قبيلة تودا في المستوطنات التي تتكون من ثلاثة إلى سبعة منازل صغيرة من القش، شيدت على شكل نصف برميل والذي يعد من تقاليد شعب التودا، وتنتشر المراعى عبر منحدرات .ويعيش سكان تودا على تجارة منتجات الألبان مع الشعوب المجاورة.

## السكان
وفقا لأرقام «التعداد للهند» للأعوام العشرين المتعاقبة لقبيلة التودا:
| العام | التعداد (بالنسمة) |
| ----- | ----------------- |
| 1871  | 693               |
| 1881  | 675               |
| 1891  | 739               |
| 1901  | 807               |
| 1911  | 676               |
| 1951  | 879               |
| 1961  | 759               |
| 1971  | 812               |

## الثقافة والمجتمع

### ملابس
الزى الرسمي في تودا يتكون من قطعة واحدة من القماش، دوتي للرجال وتنورة للمرأة.

### أقتصاد
النشاط الاقتصادى الوحيد هو رعي الماشية ومنتجات الألبان.

### الزواج
- تمارس في تودا تعدد الأزواج الاشقاء حيث تتزوج المرأة الأخوه في العائلة الواحدة .ولكن ذلك لم يعد يحدث الآن. من جميع ويكون الزواج مرة واحدة في الحياة. حيث أن نسبة الإناث إلى الذكور ثلاثة إلى خمسة
- تعد قبيلة تودا من أكثر القبائل انغلاقاً على نفسها .
- تعمل العروس في حفل زواجها على أن تقدّم لزوجها اسمى أعمال الطاعة والولاء والوفاء .فتزحف إليه على ركبتيها ويديها إلى أن تصل راكعة إليه، والناس ينظرون إليها، ثم يأتي العريس ليبارك عروسه وذلك بوضع قدمه على رأسها .

## الدين
وفقا لمعتقادات قبيلة التودا فإن آلهة تيكيرشي قد قاموا بخلق الجاموس المقدس أول مخلوقاتهم، ومن ثم تم خلق أول رجل تودى . ثم خلقت أول امرأة تودية من الضلع الأيسر لأول رجل تودى . كما أن الدين عنهم يمنع عليهم عبور الأنهار عبر الجسور فإما ان يعبرون النهر سيراً على الاقدام أو سباحة
كما تشيد المعابد في حفرة دائرية مبطنة بالحجارة، ومشابهة تماما في المظهر والبناء إلى أكواخ السكن

## اللغة
تندرج لغة تودا إلى عائلة لغات درافيدية والتي تعد من أصعب اللغات ألفاظاً .

## أسلوب الحياة

### الاطعمة
قبيلة التودا نباتيين لا يأكلون واللحوم والبيض والأسماك ولكن بعض القرويين يأكلون الأسماك مع زبدة الحليب والجبن . ويؤكل الأرز بشكل رئيسي ويؤكل مع الكاري ومنتجات الألبان.